# Vysílač Chloumek
Vysílač Chloumek se nachází na vrchu Kněžský na Chloumeckém hřbetu, poblíž obce Chloumek, v nadmořské výšce 362 m n. m. Rozhlasovým vysíláním pokrývá především Mladou Boleslav a přilehlé obce. Majitelem pozemku i vysílače je dřívější majitel Rádia Jizera a Kiss Delty, podnikatel Petr Šmíd.
Samotný stožár slouží i jako převaděč mikrovlnných spojů. Rádia vysílají ze dvou svislých dipólů nahoře. Zajímavé je, že kdysi byly otočeny na druhou stranu, tedy na Mladou Boleslav. Teď jsou však otočené na jih a signál je tak dostupný i v Jihlavě.

## Polohopis
Chloumecký hřbet je pro umístění vysílače výhodný, protože vyšší místa by se v okolí hledala jen stěží. To platí hlavně o směru na jih. Na hřbetu se dále nachází stožár O2 a vysílač U doubku, jehož vlastníkem jsou České Radiokomunikace.

## Vysílané stanice

### Rozhlas
Přehled rozhlasových stanic vysílaných z Chloumeckého hřbetu:
|    | Stanice           | Kmitočet  | Výkon (ERP) | Polarizace |
| -- | ----------------- | --------- | ----------- | ---------- |
| FM | Radio Kiss        | 92,9 MHz  | 1 kW        | vertikální |
| FM | ČRo Střední Čechy | 100,3 MHz | 0,5 kW      | vertikální |
| FM | Signál rádio      | 105,7 MHz | 1 kW        | vertikální |

## Nejbližší vysílače
| Růžice kompasu | Buková hora 58,9 km   | Ještěd 38,3 km    | Černá hora 64,2 km     | Růžice kompasu |
| Růžice kompasu | Jedlová hora 105,6 km | Sever             | Litický Chlum 105,7 km | Růžice kompasu |
| Růžice kompasu | Jedlová hora 105,6 km | Západ · Východ    | Litický Chlum 105,7 km | Růžice kompasu |
| Růžice kompasu | Jedlová hora 105,6 km | Jih               | Litický Chlum 105,7 km | Růžice kompasu |
| Růžice kompasu | Žižkov 48,6 km        | Javořice 133,2 km | Krásné 85,2 km         | Růžice kompasu |